# Bellegarde-du-Razès
Bellegarde-du-Razès là một xã trong vùng hành chính Occitanie, thuộc tỉnh Aude, quận Carcassonne, tổng Alaigne. Tọa độ địa lý của xã là 43° 06' vĩ độ bắc, 02° 02' kinh độ đông. Bellegarde-du-Razès nằm trên độ cao trung bình là 330 mét trên mực nước biển, có điểm thấp nhất là 244 mét và điểm cao nhất là 410 mét. Xã có diện tích 6,31 km², dân số vào thời điểm 1999 là 184 người; mật độ dân số là 29,16 người/km².